# Mauricio Rosencof
Mauricio Rosencof (Florida, 1933) és un escriptor i periodista uruguaià.

## Biografia
Fou dirigent del Moviment d'Alliberament Nacional - Tupamaros i membre fundador de la Unió de Joventuts Comunistes. Va ser torturat i empresonat durant la dictadura militar uruguaiana. Va ser finalment alliberat el 1985 amb la democràcia.
Actualment viu a Montevideo i entre les seves obres principals destaquen El gran Tuleque (la qual va inspirar la pel·lícula El chevrolé), Las ranas, Memorias del calabozo (la qual va inspirar la pel·lícula La noche de 12 años), Vincha brava, El bataraz, Las cartas que no llegaron, i la seva última obra publicada El barrio era una fiesta.